# Автошлях Т 1215
Автошля́х Т 1215 — автомобільний шлях територіального значення в Кіровоградській області. Проходить територією Олександрійського району через Глинськ — Приютівку — Олександрію — Інгулецьке — Петрове. Загальна довжина — 70,8 км.

## Маршрут
Автошлях проходить через такі населені пункти:
| Автошлях Т 1215        |               |
| Кіровоградська область |               |
| Олександрійський район |               |
| Глинськ                | Т 1211        |
| Аудиторівка            |               |
| Серебряне              |               |
| Захарівка              |               |
| Косівка                |               |
| Діброви                |               |
| Протопопівка           |               |
| Приютівка              |               |
| Олександрія            | E50E584М30М22 |
| Звенигородка           |               |
| Червоносілля           |               |
| Новий Стародуб         |               |
| Інгулецьке             |               |
| Олександрівка          |               |
| Петрове                | Т 1210        |